# Austrasië
Austrasië (oostelijk land) was het noordoostelijk deel van het Merovingische koninkrijk, en besloeg het oosten van het huidige Frankrijk, het westen van Duitsland, België ten oosten van de Schelde en delen van Nederland. De hoofdstad van het rijk was Metz, hoewel sommige koningen ook vanuit Reims regeerden.

## Geschiedenis

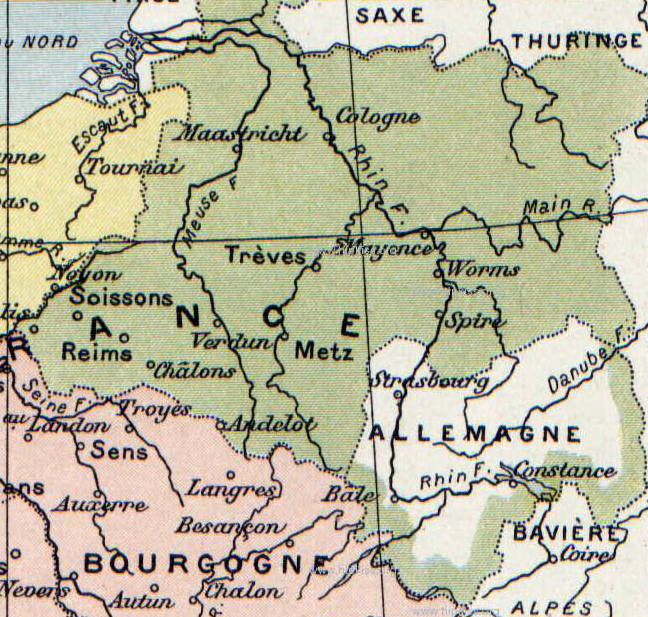
Austrasië bij het Verdrag van Andelot, 587

Na de dood van de Frankische koning Clovis in 511 werd zijn koninkrijk verdeeld onder zijn vier zonen. Theuderic I van Austrasië kreeg het oostelijke deel. Austrasië leefde constant in spanning met zijn buur, Neustrië. In 613 werden de twee rijken overgenomen door Chlotharius II, met hulp van de Austrasische hofmeier Pepijn van Landen en de Frankische edelman Arnulf van Metz, leiders van de aristocratische opstand tegen koningin Brunhilde van Austrasië. Hij vestigde zijn hoofdstad in Parijs.
De twee rijken vielen echter snel weer uiteen. Pas toen hofmeier Pepijn van Herstal in 687 Neustrië overwon in de Slag bij Tertry, werden de twee rijken definitief verenigd. Austrasië kan zodoende als het stamland van de dynastie der Karolingers omschreven worden.
Toen Pepijns kleinzoon, Pepijn de Korte, in 751 koning der Franken werd en Bourgondië ook overwon, begonnen de namen en binnengrenzen te vervagen, en werd alleen nog maar gesproken over het Frankische Rijk.

## Heersers

### Merovingische koningen van Austrasië
- Theuderik I, 511–533
- Theudebert I, 533–548
- Theudowald, 548–555
- Chlotharius I, 555–561
- Sigebert I, 561–575
- Childebert II, 575–595
- Theudebert II, 595–612
- Theuderik II, 612–613
- Sigebert II, 613
- Chlotharius II, 613–623
- Dagobert I, 623–634
- Sigebert III, 634–656
- Childebert de Geadopteerde, 656–661
- Chlotharius III, 661–662
- Childerik II, 662–675
- Dagobert II, 675–679
- Theuderik III, 679–691
- Clovis IV, 691–695
- Childebert III, 695–711
- Dagobert III, 711–715
- Chilperik II, 715–717
- Chlotharius IV, 717–720
- Chilperik II, 720–721 (opnieuw)
- Theuderik IV, 721–737
- Childerik III, 743–751

### Hofmeiers (Pepiniden, Karolingen)
- Pepijn II, 687-714 (van Herstal)
- Theudoald, 714-715
- Karel Martel, 715-741
- Carloman, 741-747
- Pepijn III, 747-751 (de Korte)